# Andromedidi di giugno
Le Andromedidi di giugno sono un sciame meteorico: il periodo di visibilità dello sciame è tra il 10 e il 14 giugno, il radiante è situato tra le stelle Upsilon e Omega della costellazione di Andromeda e il picco capita attorno al 12-13 giugno.
Secondo Zdenek Sekanina e Donald K. Yeomans il picco capiterebbe attorno al 14,4 giugno (longitudine solare 82,3°) con il radiante a 01 H 20 M di Ascensione retta e + 41,8° di Declinazione, le meteore dello sciame hanno una velocità geocentrica di 52,7 km/s.
Lo sciame deriva dalla cometa non periodica C/1983 J1 Sugano-Saigusa-Fujikawa: questa cometa il 12 giugno 1983 è passata a meno di 9.400.000 km dalla Terra, la piccola distanza MOID ha fatto sì che vari astronomi abbiamo ipotizzato e calcolato l'esistenza di questo sciame già pochi giorni dopo la scoperta della cometa.
Lo sciame è ancora da confermare definitivamente.